# Tôn Đức Thắng
Tôn Đức Thắng (20 tháng 8 năm 1888 – 30 tháng 3 năm 1980) còn được gọi là Bác Tôn, là một nhà cách mạng, chính trị gia người Việt Nam. Ông là Chủ tịch nước cuối cùng của chính thể Việt Nam Dân chủ Cộng hòa từ năm 1969 đến năm 1976. Từ năm 1976 đến năm 1980, ông là Chủ tịch nước đầu tiên của nước Cộng hòa Xã hội Chủ nghĩa Việt Nam cho đến khi qua đời. Trước đó, ông là Phó Chủ tịch nước (1960–1969), Quyền Chủ tịch nước (2 tháng 9 – 22 tháng 9 năm 1969) và Trưởng ban Thường trực Quốc hội (1955–1960).
Sau khi kế nhiệm Chủ tịch Hồ Chí Minh, ông trở thành Chủ tịch nước thứ 2 và cũng là Chủ tịch nước cuối cùng của chính thể Việt Nam Dân chủ Cộng hòa, đồng thời là Chủ tịch nước đầu tiên của Nhà nước Cộng hòa Xã hội Chủ nghĩa Việt Nam. Ông cũng là người đầu tiên được tặng thưởng Huân chương Sao Vàng – huân chương cao quý nhất Việt Nam.

## Thân thế

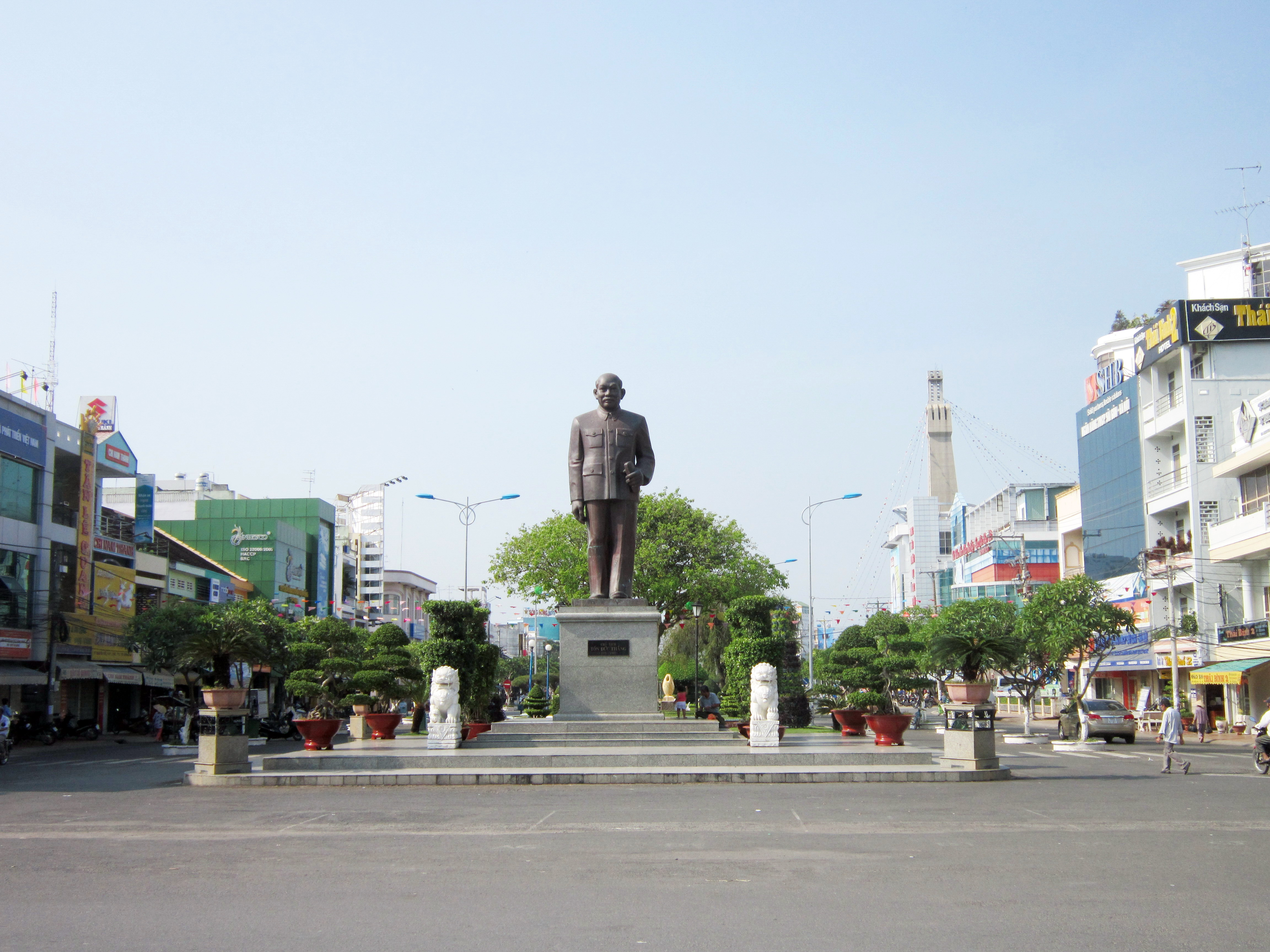
Tượng đài Chủ tịch Tôn Đức Thắng tại trung tâm thành phố Long Xuyên

Tôn Đức Thắng, bí danh Thoại Sơn, sinh ngày 20 tháng 8 năm 1888 tại Cù lao Ông Hổ, làng Mỹ Hoà Hưng, tổng Định Thành, hạt Long Xuyên (nay thuộc xã Mỹ Hòa Hưng, thành phố Long Xuyên, tỉnh An Giang). Là con đầu của ông Tôn Văn Đề (1864–1938), và bà Nguyễn Thị Dị (1867–1947). Gia đình đông con, theo thông lệ miền Nam, ông còn được gọi là Hai Thắng.
Gia đình ông thuộc hạng nông dân khá giả nên từ nhỏ ông đã được học hành đàng hoàng. Năm 1906, sau khi tốt nghiệp Sơ cấp tiểu học Đông Dương (Certificat d'Etudes Primaires Complémentaires Indochinoises - CEPCI) tại Long Xuyên, ông rời quê lên Sài Gòn học nghề thợ máy tại Trường Cơ khí Á Châu (L'école des Mécaniciens Asiatiques), dân gian thường gọi là Trường Bá Nghệ. Tốt nghiệp hạng ưu, ông được nhận vào làm công nhân ở Nhà máy Ba Son của Hải quân Pháp tại Sài Gòn.

## Hoạt động chính trị

### Thời trẻ
Năm 1912, Tôn Đức Thắng tham gia tổ chức công nhân bãi công đòi quyền lợi, vì vậy bị sa thải. Năm 1913, ông sang Pháp làm công nhân ở Toulon (Pháp). Năm 1914, ông được tuyển mộ làm lính thợ cho một đơn vị Hải quân Pháp, tham gia phản chiến chống lại cuộc can thiệp của Đế quốc Pháp vào nước Nga Xô Viết tại Hắc Hải (ngày 20 tháng 4 năm 1919), treo cờ đỏ trên một thiết giáp hạm của Pháp tại đây để ủng hộ Cách mạng Nga.

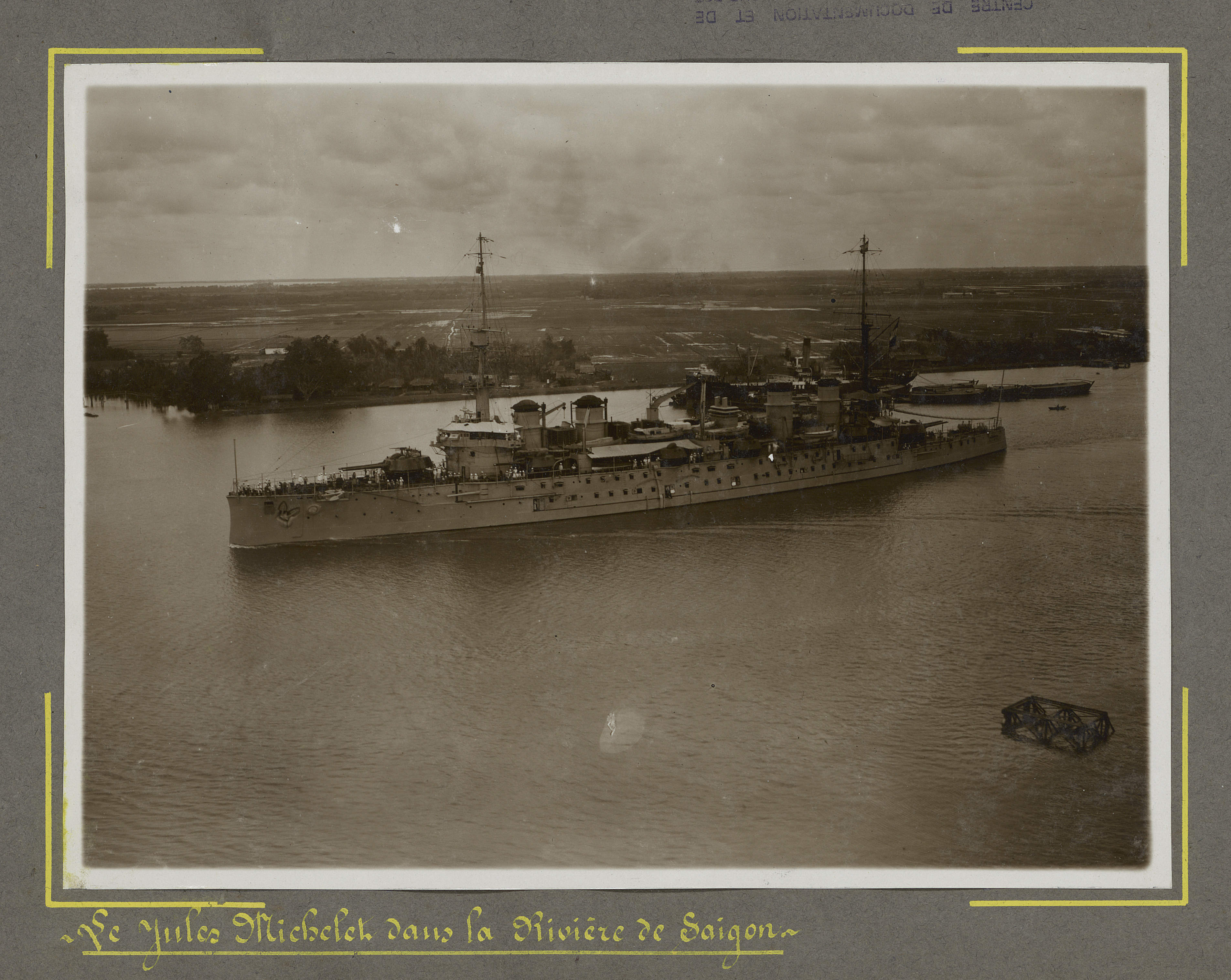
Con tàu Jules Michelet trên sông Sài Gòn vào khoảng năm 1930

Năm 1920, ông về nước, xây dựng cơ sở công hội (tiền thân của Công đoàn Việt Nam), vận động công nhân đấu tranh, tiêu biểu là cuộc bãi công của công nhân Ba Son từ tháng 8 đến tháng 11 năm 1925, quyết tâm trì hoãn việc sửa chữa chiếc Đô đốc hạm Jules Michelet trong đoàn tàu chiến Pháp đang trên đường sang Trung Quốc.
Năm 1927, ông tham gia Hội Việt Nam Cách mạng Thanh niên, là Ủy viên Ban Chấp hành Thành bộ Sài Gòn và Kỳ bộ Nam Kỳ, và được phân công trực tiếp phụ trách phong trào công nhân Sài Gòn - Chợ Lớn. Ông bị thực dân Pháp bắt ở Sài Gòn (1928), cảnh sát thực dân Pháp cáo buộc ông tội chủ mưu giết người trong vụ ám sát một người hợp tác với chính quyền thuộc địa Nam Kỳ tên là Lê Văn Phát do các đồng chí của ông thực hiện, đường Barbier (nay là đường Thạch Thị Thanh). Nhờ có một đồng chí trẻ tự nhận là chủ mưu, cùng với sự vận động của một số nhân sĩ trí thức người Việt như bà Trần Thị Cừu, Đốc học Nguyễn Văn Bá, luật sư Trịnh Đình Thảo, nên ông chỉ bị chính quyền thuộc địa tuyên án chung thân khổ sai, đày ra Côn Đảo. Có tổng cộng hơn 60 người bị bắt trong vụ án này, theo hồi ký Passion, Betrayal, and Revolution in Colonial Saigon: The Memoirs of Bao Luong, của bà Nguyễn Trung Nguyệt (Bảo Lương).
Năm 1930, ông gia nhập Đảng Cộng sản Đông Dương tại Côn Đảo.
Theo ông Christoph Giebel, giáo sư khoa Sử tại Đại học Washington, Hoa Kỳ và là tác giả cuốn sách nghiên cứu về ông Tôn Đức Thắng ("Tiền bối tưởng tượng của những nhà Cộng sản Việt Nam: Tôn Đức Thắng và chính trị của lịch sử và ký ức" - Imagined Ancestries of Vietnamese Communism: Ton Duc Thang and the Politics of History and Memory) cho rằng "không có bằng chứng cho thấy ngay từ thời rất trẻ, thậm chí trước cả thời Chiến tranh thế giới thứ nhất, ông Tôn đã hoạt động rất tích cực trong các hoạt động cách mạng tại Sài Gòn", ông Tôn không bị bắt lính sang Pháp năm 1914 mà được tuyển mộ. Trong sự kiện ở Hắc Hải năm 1919, Giebel "tin rằng ông Tôn Đức Thắng không có mặt trên bất kì con tàu nào của Pháp liên quan vụ binh biến ở Hắc Hải", bộ máy tuyên truyền đã dùng hình ảnh ông Tôn cắm cờ trên một trong những con tàu ở Hắc Hải để kết nối cách mạng Việt Nam với Cách mạng tháng Mười Nga. Trong cuộc đình công ở Ba Son năm 1925, theo Giebel không phải là một cuộc đình công chính trị với mục đích chống đế quốc, và cũng không "giam chân" được chiến hạm Pháp trên đường đến Trung Quốc.

### Sau Cách mạng tháng Tám
Sau Cách mạng tháng Tám năm 1945, Tôn Đức Thắng trở về Nam Bộ tham gia kháng chiến, giữ chức Bí thư Xứ ủy Nam Bộ (1945). Ông là Đại biểu Quốc hội liên tục các khóa I đến khóa VI.
Năm 1946, ông trở thành Phó ban Thường trực Quốc hội (1946-1955). Đại biểu Quốc hội khóa I nước Việt Nam Dân chủ Cộng hòa, Phó Hội trưởng Hội Liên hiệp Quốc dân Việt Nam (1946-1951).
Năm 1947, trở thành Thanh tra đặc biệt toàn quốc (tháng 8 năm 1947), quyền Bộ trưởng Bộ Nội vụ (tháng 5 năm 1947-tháng 11 năm 1947).
Năm 1948, sau khi Bùi Bằng Đoàn bị bệnh nặng, Tôn Đức Thắng, giữ quyền Trưởng Ban Thường trực Quốc hội (1948–1955), Trưởng Ban Vận động thi đua ái quốc Trung ương. Năm 1950, ông trở thành Chủ tịch Hội hữu nghị Việt - Xô.
Năm 1951, Tôn Đức Thắng được bầu vào Ban Chấp hành Trung ương Đảng và trở thành Chủ tịch Mặt trận Liên Việt (1951–1955) trong cuộc nổi dậy chống Pháp từ năm 1946 đến năm 1954. Tuy nhiên, tổ chức này đã bị giải thể sau Hiệp định Genève năm 1954 trao cho Việt Minh duy nhất kiểm soát Bắc Việt Nam. Sau đó ông tiếp quản một tổ chức khác, Mặt trận Tổ quốc Việt Nam, một nhóm dân tộc chủ nghĩa thân Cộng sản. Tôn Đức Thắng đã lãnh đạo Mặt trận Tổ quốc trong cuộc chinh phục để thu hút những người ủng hộ từ miền Nam Việt Nam. Kết quả là ông đã nhận được Giải thưởng Hòa bình của Stalin vào năm 1955.
Năm 1955, sau khi người tiền nhiệm là Bùi Bằng Đoàn qua đời, ông trở thành Trưởng Ban Thường trực Quốc hội (1955–1960), Chủ tịch Đoàn Chủ tịch Ủy ban Trung ương Mặt trận Tổ quốc Việt Nam (1955-1977), Ủy viên Ủy ban Bảo vệ Hòa bình thế giới, Chủ tịch danh dự Ủy ban Bảo vệ Hòa bình thế giới của Việt Nam.

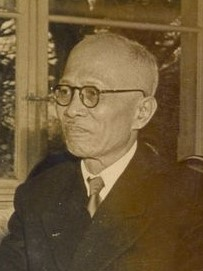
Tôn Đức Thắng thăm nước Cộng hòa Dân chủ Đức năm 1956

Từ năm 1960–1969, Tôn Đức Thắng giữ chức Phó Chủ tịch nước Việt Nam Dân chủ Cộng hòa. Trong giai đoạn này, công việc chính của ông là cố gắng giành lại miền Nam Việt Nam cũng giúp đưa ông trở thành Phó Chủ tịch nước Việt Nam Dân chủ Cộng hòa dưới thời chủ tịch Hồ Chí Minh vào năm 1960.
Năm 1967, khi ông vẫn còn là phó chủ tịch, ông đã giành được Giải Hòa bình Lênin, một giải thưởng hàng năm tương tự như Giải Nobel Hòa bình, nhưng được trao bởi Liên Xô.

## Chủ tịch nước (1969–1980)
Sau khi Chủ tịch Hồ Chí Minh qua đời năm 1969, Tôn Đức Thắng kế nhiệm Hồ Chí Minh làm chủ tịch nước. Tuy nhiên, hầu hết quyền lực thực sự được trao cho lãnh đạo Đảng Cộng sản Lê Duẩn.
Sau khi Việt Nam tái thống nhất, Tôn Đức Thắng trở thành Chủ tịch nước Cộng hòa Xã hội Chủ nghĩa Việt Nam và Chủ tịch danh dự Mặt trận Tổ quốc Việt Nam (1977-1980).
Về mặt Đảng, ông là Ủy viên Ban Chấp hành Trung ương Đảng Cộng sản Việt Nam từ năm 1947, và khóa II đến khóa IV. Tôn Đức Thắng cũng là một trường hợp đặc biệt khi nắm giữ chức vụ đứng đầu Nhà nước nhưng không tham gia Bộ Chính trị.
Trong các văn kiện của nhà nước Việt Nam, báo chí của Nhà nước, giai đoạn ông làm Chủ tịch nước, tên của ông bao giờ cũng được đặt lên đầu, trên cả Tổng bí thư Lê Duẩn và các lãnh đạo khác.

## Gia đình
Tôn Đức Thắng kết hôn với bà Đoàn Thị Giàu (1898 – 25 tháng 5 năm 1974) vào năm 1921 ở nhà ông bà ngoại của bà Giàu ở xã Vĩnh Kim, Tiền Giang. Đây là cuộc hôn nhân có ý nghĩa đền ơn trả nghĩa vì ông đã giúp an táng ông Ba Sứ, anh trai bà Giàu, một người bạn của ông ở Pháp. Bà Đoàn Thị Giàu là cô giáo trường làng.
Hai người sinh được 2 người con gái, con gái đầu là Tôn Thị Hạnh, sinh năm 1924 và con gái thứ hai là Tôn Thị Nghiêm, sinh năm 1928. Đầu năm 1929, hai ông bà sinh con trai thứ ba tên là Tôn Đức Liêm, nhưng Liêm đã qua đời lúc 3 tuổi vì bị bệnh nặng.
Bà Tôn Thị Hạnh kết hôn với ông Dương Văn Phúc, nguyên là Phó Chủ nhiệm Văn phòng Chính phủ, vào năm 1950. Sau ngày toàn quốc kháng chiến 19 tháng 12 năm 1946, Tôn Thị Hạnh và Tôn Thị Nghiêm theo cha lên chiến khu Việt Bắc. Tôn Thị Hạnh làm văn thư lưu trữ còn Tôn Thị Nghiêm làm điện báo viên ở Văn phòng Trung ương.
Bà Tôn Thị Nghiêm kết hôn với ông Tưởng Bích Trúc, Phó Tiến sĩ, Chủ nhiệm khoa Đại học Y Hà Nội. Vợ chồng bà Tôn Thị Nghiêm đã mất vào thập niên 1980, ít năm sau khi Tôn Đức Thắng qua đời. Hai người có ba con gái (Tưởng Bích Vân, Tưởng Bích Hà và Tưởng Hoài Nam).
Năm 1946, Tôn Đức Thắng nhận nuôi hai người con gái nuôi là Tôn Thị Ngọc Quang, sinh năm 1927 (không phải họ Tôn, sau 1954 đổi sang họ Tôn) và Tôn Thị Tuyết Dung, sinh năm 1933. Bà Tôn Thị Ngọc Quang làm y tá ở một Viện quân y ở huyện Thanh Chương, tỉnh Nghệ An, và kết hôn với Nguyễn Thanh Phúc, quê Quảng Trị, chiến sĩ tình nguyện Việt Nam tại Lào. Hai người có một con gái (Nguyễn Thanh Thanh) và hai con trai (Nguyễn Thanh Bình và Nguyễn Thanh Phong).

## Qua đời
Chủ tịch Tôn Đức Thắng qua đời vào lúc 6 giờ 35 phút ngày 30 tháng 3 năm 1980, tại Ba Đình, Hà Nội, hưởng thọ 91 tuổi. Ban Chấp hành Trung ương Đảng, Quốc hội Việt Nam, Nhà nước Cộng hòa xã hội chủ nghĩa Việt Nam, Chính phủ Việt Nam và Đoàn Chủ tịch Ủy ban Trung ương Mặt trận Tổ quốc Việt Nam quyết định tổ chức lễ quốc tang ông với nghi thức trọng thể nhất trong 5 ngày từ ngày 1 đến ngày 5 tháng 4 cùng năm. Ông được an táng tại Nghĩa trang Mai Dịch, Hà Nội.

## Vinh danh

### Giải thưởng
- Huân chương Sao Vàng (19 tháng 8 năm 1958).
- Huân chương Đại đoàn kết dân tộc (15 tháng 11 năm 2005).
- Giải thưởng Hòa bình Quốc tế Lenin của Liên bang Xô viết (tháng 12 năm 1955).[15]
- Huân chương Lenin (tháng 11 năm 1967).
- Huân chương Cách mạng Tháng Mười (1978).[16]
- Huân chương Kỷ niệm 100 năm ngày sinh Lenin (1978).
- Huân chương Sukhbaatarcủa Cộng hòa Nhân dân Mông Cổ (tháng 8 năm 1978).
- Huy chương Hữu nghị kỷ niệm 20 năm Cách mạng Cuba (1953–1973).

Ông được Hồ Chí Minh ca ngợi là "gương mẫu đạo đức cách mạng, suốt đời cần kiệm liêm chính, suốt đời hết lòng hết sức phục vụ cách mạng, phục vụ nhân dân". Nhân dịp tròn 70 tuổi, ông được tặng thưởng Huân chương Sao Vàng và là người đầu tiên được tặng Huân chương này (1958).
Ông cũng là người Việt Nam đầu tiên nhận được giải thưởng Hòa bình Quốc tế Lenin do Chính phủ Liên bang Xô viết trao tặng (1955).
Trong dịp kỷ niệm sinh nhật lần thứ 90 của ông, đoàn Chủ tịch Quốc hội Mông Cổ đã trao tặng Chủ tịch Tôn Đức Thắng Huân chương Sukhbaatar – huân chương cao quý nhất của Mông Cổ.

### Tưởng niệm
Tôn Đức Thắng được đặt cho một con đường tại thành phố Odessa, Ukraina vì liên quan đến sự kiện phản chiến ở Hắc Hải, và cũng là tên của một trường đại học tại Thành phố Hồ Chí Minh. Nhiều con đường ở Việt Nam cũng được đặt tên theo tên ông.

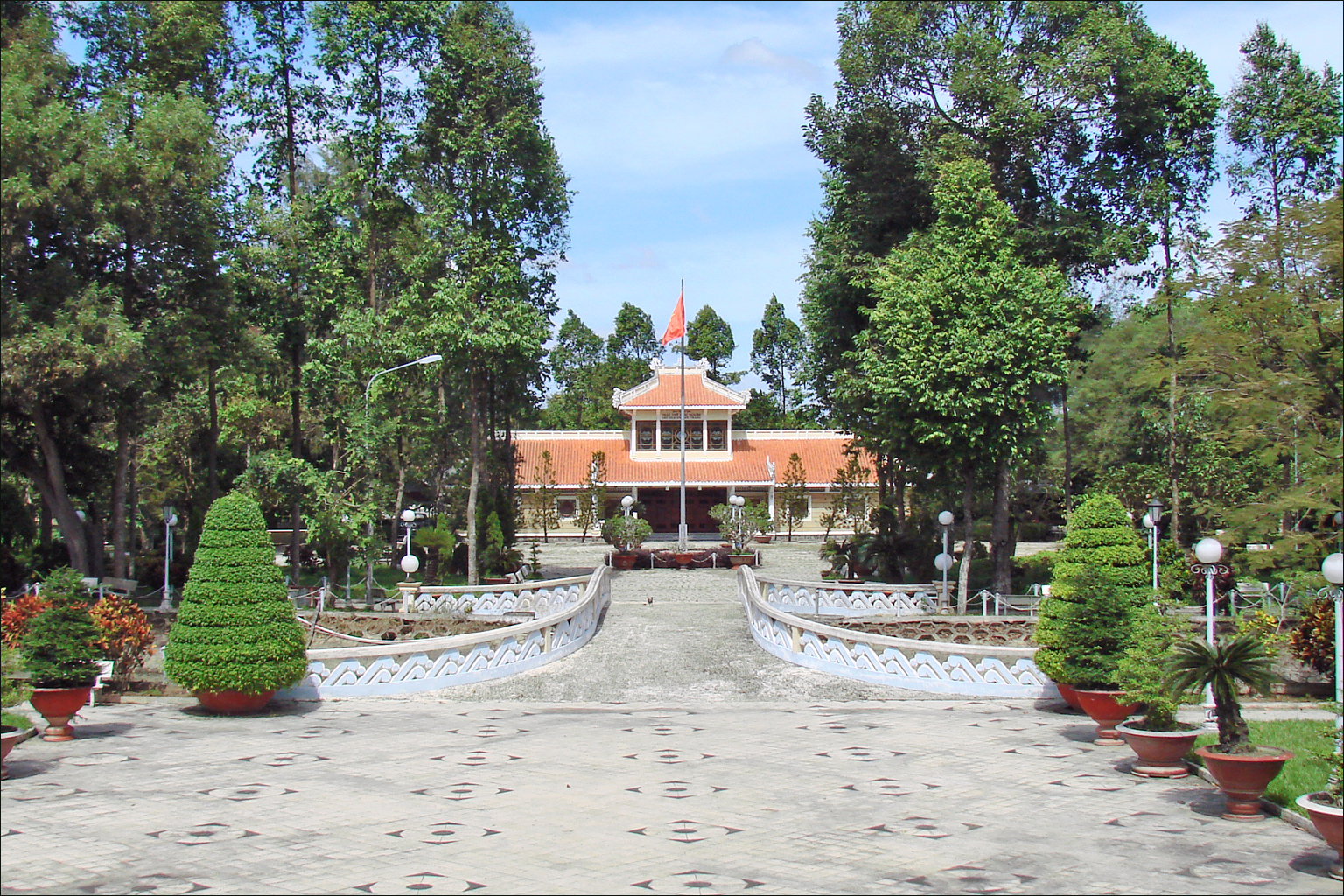
Khu lưu niệm Chủ tịch Tôn Đức Thắng tại xã Mỹ Hòa Hưng, thành phố Long Xuyên

Tên gọi Tôn Đức Thắng cũng được đặt cho một giải thưởng cấp thành phố của Thành phố Hồ Chí Minh để tôn vinh những công nhân, kỹ sư có thành tích đặc biệt trong lao động và sản xuất.
Phim Tổ quốc tiếng gà trưa – biên kịch Nguyễn Quang Sáng, đạo diễn Nguyễn Huy Thành.
Hiện nay, Khu lưu niệm chủ tịch Tôn Đức Thắng ở An Giang cũng đã được Thủ tướng Chính phủ Việt Nam xếp hạng là di tích quốc gia đặc biệt.

### Tên đường
Tên ông đặt cho đường phố ở Hà Nội (nối Chu Văn An với Nguyễn Lương Bằng), Thành phố Hồ Chí Minh (nối Đinh Tiên Hoàng đến đoạn cắt Võ Văn Kiệt - Hàm Nghi), Hải Phòng (từ ngã tư Tô Hiệu và Trần Nguyên Hãn đến đường Hùng Vương), Đà Nẵng (nối Nguyễn Lương Bằng với Điện Biên Phủ), Đồng Hới (từ ngã tư Trần Hưng Đạo, Xuân Diệu và Hoàng Diệu đến đường Hà Huy Tập), Thành Phố Pleiku (Nối Ngô Quyền Và Phạm Hùng Với Lê Đại Hành Và QL14).
Tại thành phố Long Xuyên, tên ông được đặt cho con đường nối từ Tượng đài Bông lúa đến Trần Hưng Đạo.

### Bảo tàng

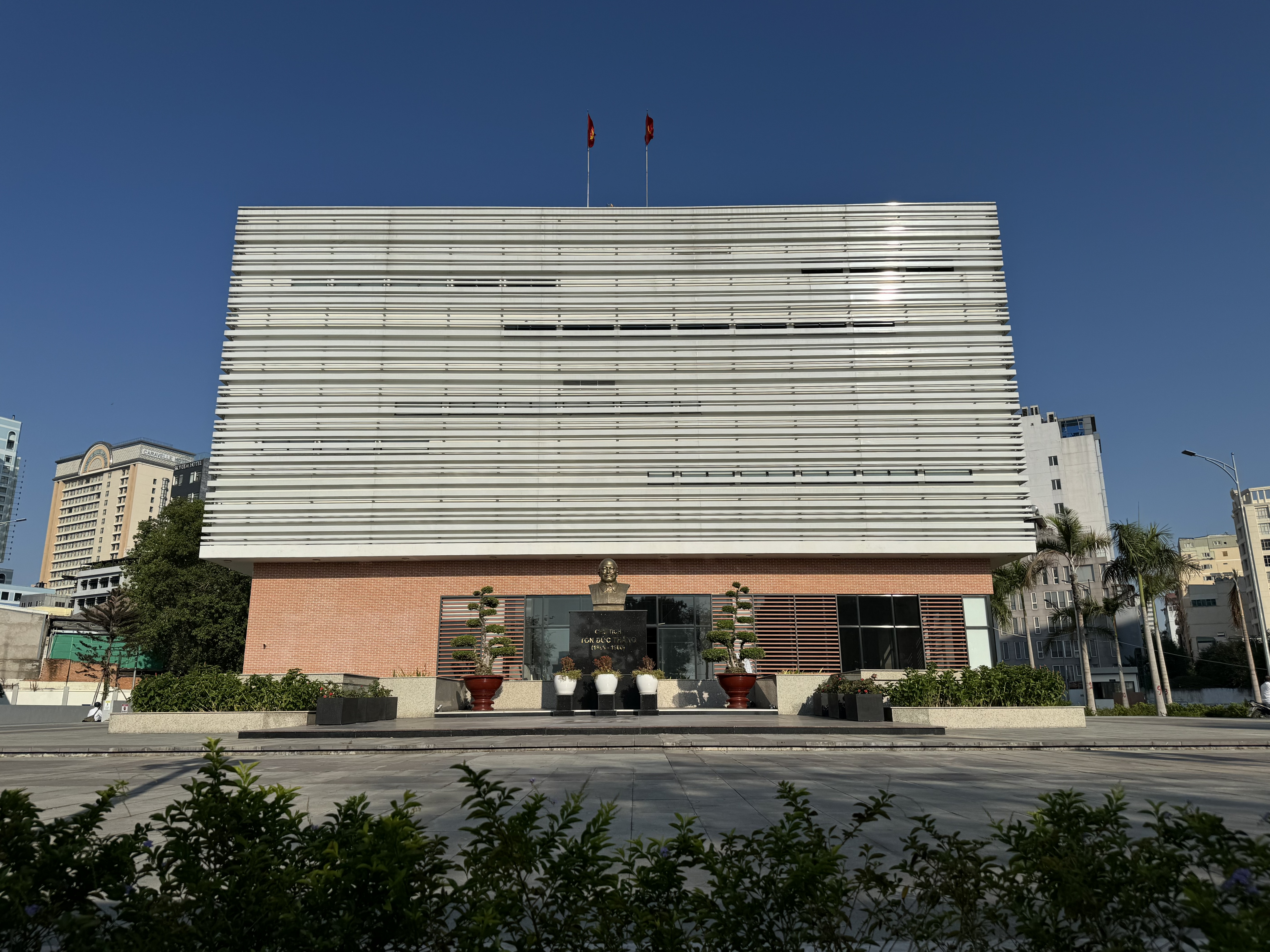
Bảo tàng Tôn Đức Thắng tại Thành phố Hồ Chí Minh

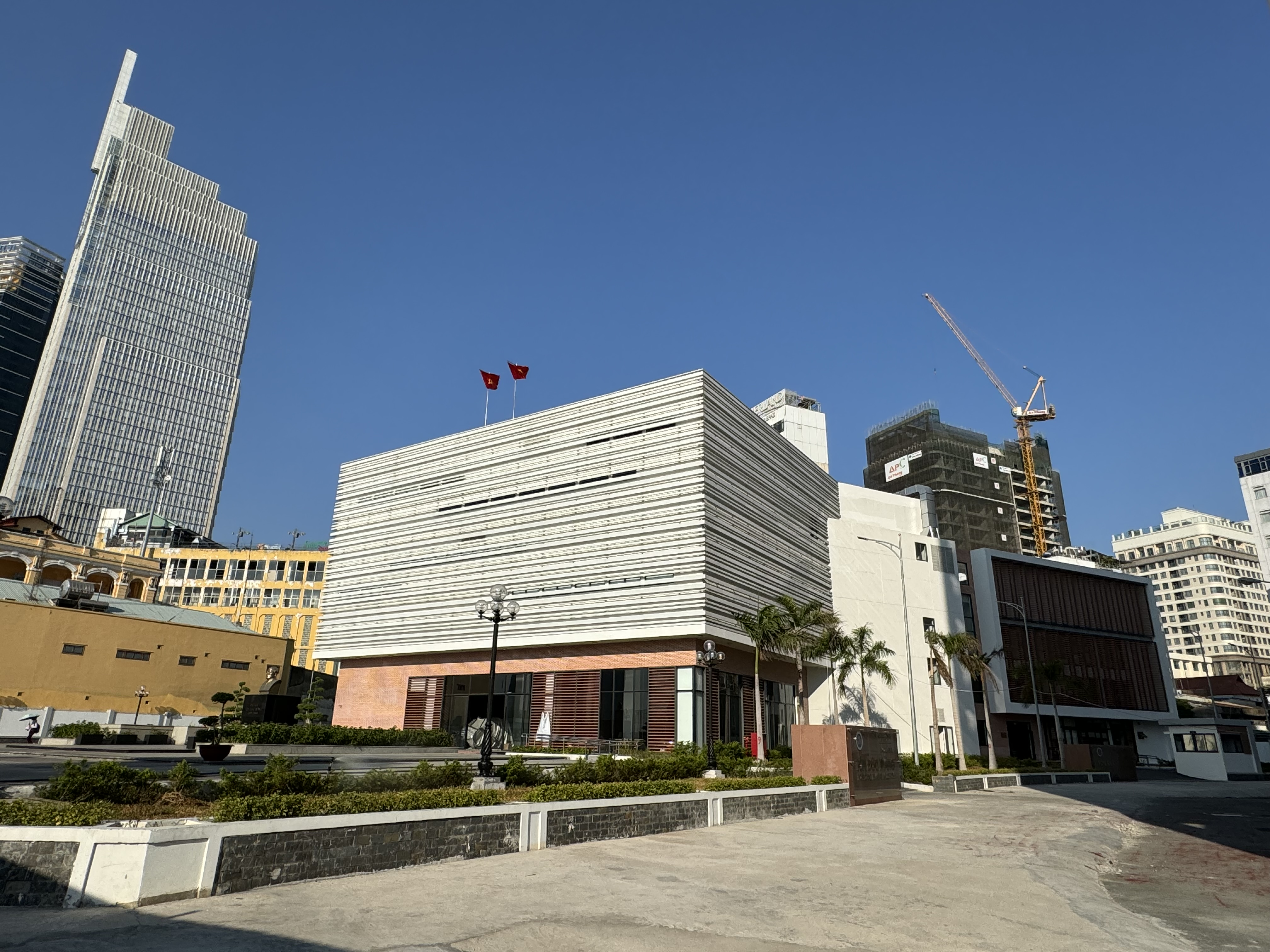

Vào dịp kỷ niệm 100 năm Ngày sinh của Chủ tịch Tôn Đức Thắng (20/8/1888 - 20/8/1988), Ủy ban nhân dân thành phố Hồ Chí Minh đã quyết định thành lập "Nhà trưng bày cuộc đời và sự nghiệp Chủ tịch Tôn Đức Thắng" (tại số 5 đường Tôn Đức Thắng, phường Bến Nghé, Quận 1, Thành phố Hồ Chí Minh), đến năm 1990, được đổi tên thành Bảo tàng Tôn Đức Thắng.
Bảo tàng Tôn Đức Thắng là nơi lưu giữ nhiều hình ảnh, tư liệu về Chủ tịch Tôn Đức Thắng, phục vụ nhu cầu thăm viếng và tưởng nhớ của người dân các tỉnh, thành phía Nam. Một số tỉnh, thành gần đây cũng có xây dựng các phòng trưng bày về Tôn Đức Thắng, nhưng ở quy mô nhỏ hơn.

## Hoạt động Đại biểu Quốc hội
| Ngày đắc cử         | Quốc hội khóa | Nơi ứng cử/Đoàn Đại biểu | Đảng phái              | Tỉ lệ            | Nghề nghiệp, chức vụ | Tuổi thắng cử | Ghi chú                          |
| ------------------- | ------------- | ------------------------ | ---------------------- | ---------------- | --- | ------------- | -------------------------------- |
| 6 tháng 1 năm 1946  | Khóa I        | Sài Gòn - Chợ Lớn        | Đảng Cộng sản Việt Nam | Không có dữ liệu | | 58 tuổi       | [ 22 ]                           |
| 8 tháng 5 năm 1960  | Khóa II       | Sài Gòn - Chợ Lớn        | Đảng Cộng sản Việt Nam | Không có dữ liệu | Ủy viên Ban chấp hành Trung ương Đảng Lao động Việt Nam, Phó Chủ tịch nước Việt Nam Dân chủ cộng hòa, Chủ tịch danh dự Tổng liên đoàn Lao động Việt Nam                                            | 72 tuổi       | [ 23 ]                           |
| 26 tháng 4 năm 1964 | Khóa III      | Sài Gòn - Chợ Lớn        | Đảng Cộng sản Việt Nam | Không có dữ liệu | Phó Chủ tịch nước Việt Nam Dân chủ Cộng hòa | 76 tuổi       | [ 24 ]                           |
| 11 tháng 4 năm 1971 | Khóa IV       | Thành phố Hà Nội         | Đảng Cộng sản Việt Nam | Không có dữ liệu | Chủ tịch nước Việt Nam Dân chủ Cộng hòa | 83 tuổi       | [ 25 ]                           |
| 6 tháng 4 năm 1975  | Khóa V        | Thành phố Hà Nội         | Đảng Cộng sản Việt Nam | Không có dữ liệu | Ủy viên Ban chấp hành Trung ương Đảng Lao động Việt Nam, Chủ tịch nước Việt Nam Dân chủ Cộng hòa, Chủ tịch Hội đồng Quốc phòng, Chủ tịch Đoàn Chủ tịch Ủy ban Trung ương Mặt trận Tổ quốc Việt Nam | 87 tuổi       | [ 26 ]                           |
| 25 tháng 4 năm 1976 | Khóa VI       | Thành phố Hà Nội         | Đảng Cộng sản Việt Nam | Không có dữ liệu | Ủy viên Ban Chấp hành Trung ương Đảng Lao động Việt Nam, Chủ tịch nước Cộng hòa xã hội chủ nghĩa Việt Nam, Chủ tịch Đoàn chủ tịch Ủy ban Trung ương Mặt trận Tổ quốc Việt Nam.                     | 88 tuổi       | Từ trần ngày 30 tháng 3 năm 1980 |

## Ảnh

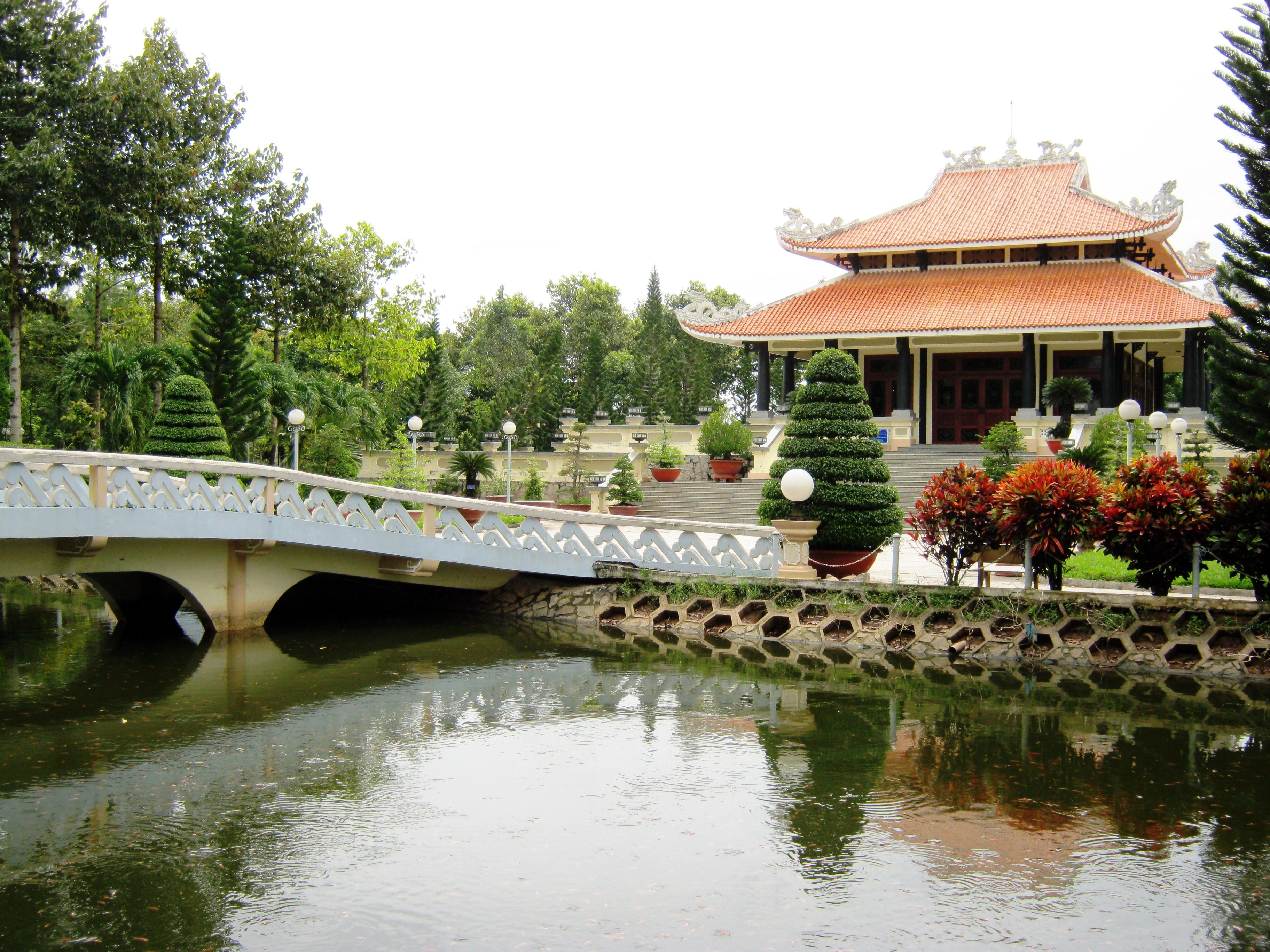
Đền thờ Chủ tịch Tôn Đức Thắng trong khu lưu niệm.
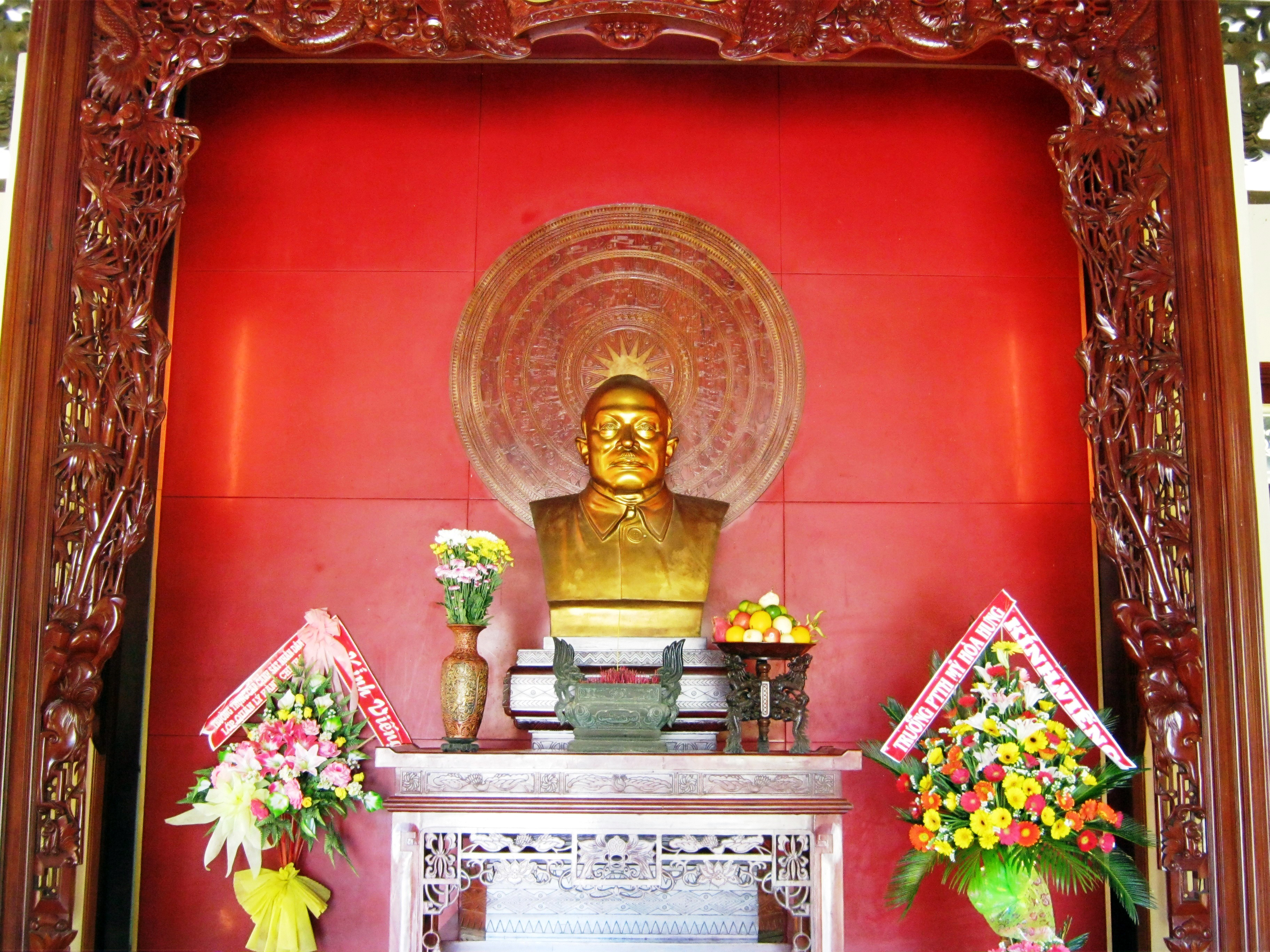
Tượng Chủ tịch Tôn Đức Thắng trong đền thờ.
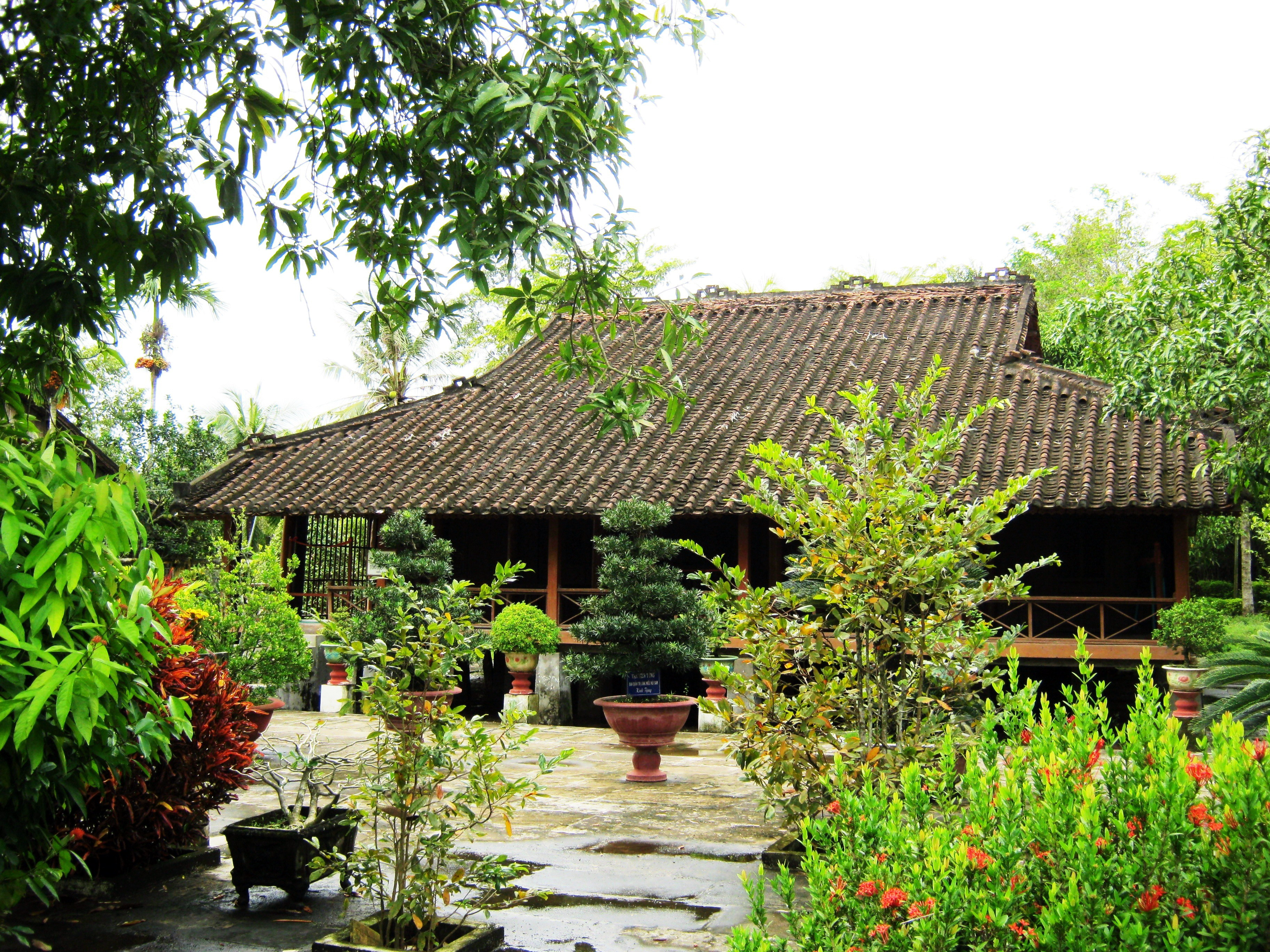
Ngôi nhà thời niên thiếu trong khu lưu niệm.
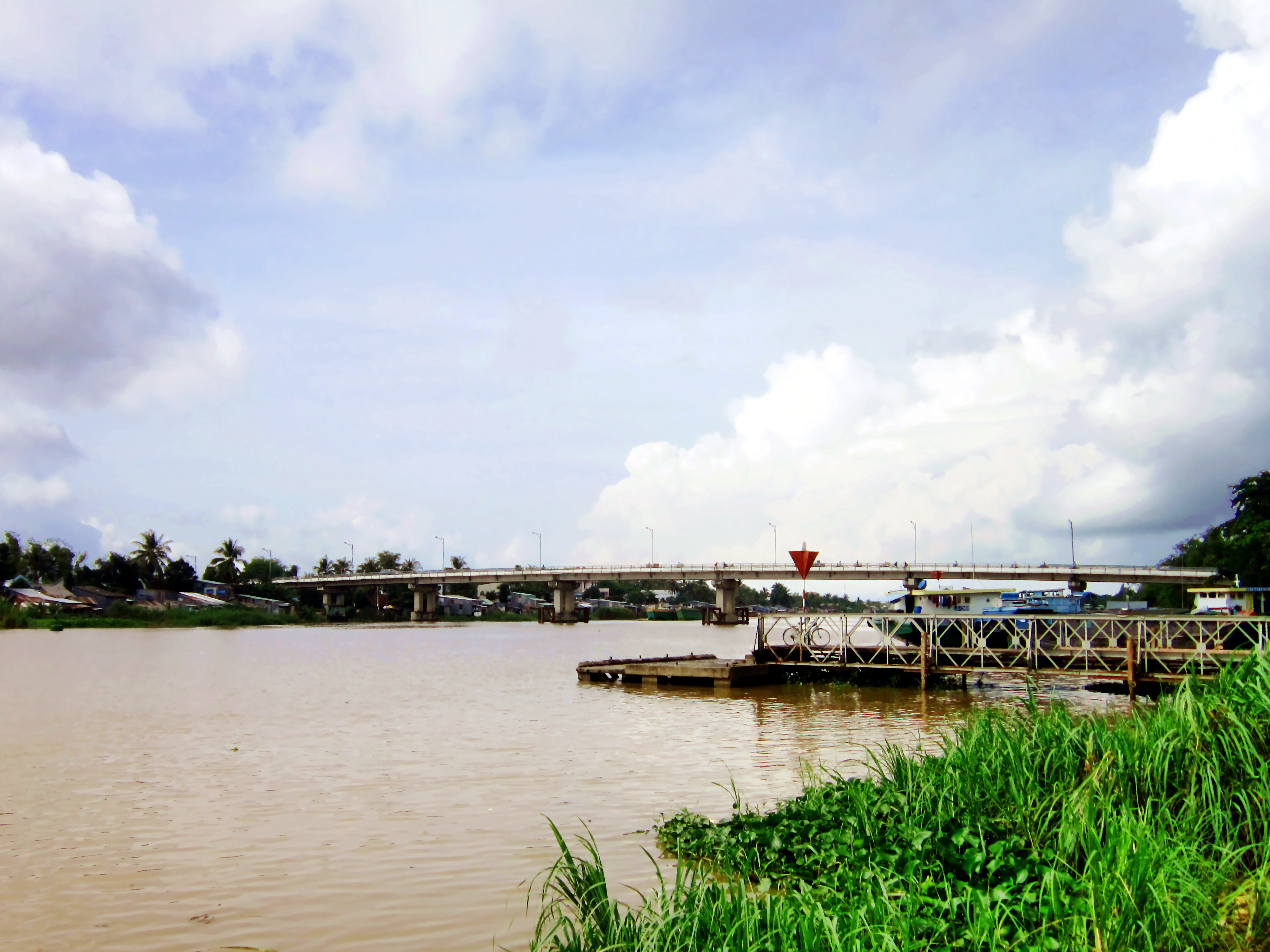
Cầu Tôn Đức Thắng ở thành phố Long Xuyên.